# Karl-Heinz Stier
Karl-Heinz Stier (* 12. März 1941) ist ein deutscher Journalist, Redakteur und Fernsehmoderator. Im Hessischen Rundfunk entwickelte er die Formate Hessen à la carte und In Hessen unterwegs.

## Leben
Stier absolvierte eine Ausbildung bei der Offenbach-Post. Danach besuchte er die Deutsche Journalistenschule in München. Stier wurde nun beim Hessischen Rundfunk als Reporter und Redakteur, später als CvD für die hessenschau tätig, deren Leitung er auch innehatte. 1983 entwickelte er die Reportagereihen Hessen3 unterwegs und Hessen à la carte. Ebenso war er Ko-Moderator und Redakteur der Sendereihen Handkäs' mit Musik, Hessen feiert Feste, Hessen - wie es singt und klingt und Kochen um die Wette. Des Weiteren war er Entwickler, Redakteur und Ko-Moderator bei den Sendereihen In Hessen unterwegs und Hessen à la carte.
Stier und seine langjährige Ko-Moderatorin Michaele Scherenberg fungierten 2001 als das Frankfurter Karnevalsprinzenpaar. Am 4. April 1996 wurde ihm von der hessischen Landesregierung der Hessische Verdienstorden verliehen.